# Медріджешть
Медріджешть, Медріджешті (рум. Mădrigești) — село у повіті Арад в Румунії. Входить до складу комуни Бразій.
Село розташоване на відстані 355 км на північний захід від Бухареста, 76 км на схід від Арада, 117 км на південний захід від Клуж-Напоки, 96 км на північний схід від Тімішоари.

## Населення
За даними перепису населення 2002 року у селі проживали 325 осіб, усі — румуни. Усі жителі села рідною мовою назвали румунську.